# Халтиа
Халтиа, или Халти, или Халтитунтури, или Халтиатунтури (фин. Haltia, Halti, Haltitunturi, Haltiatunturi, северносаам. Háldi, швед. Haldefjäll, норв. Halti) — сопка в западной части финской Лапландии на границе с Норвегией; расположена на территории финской общины Энонтекиё и норвежских коммун Кофьорд и Нуррейса.

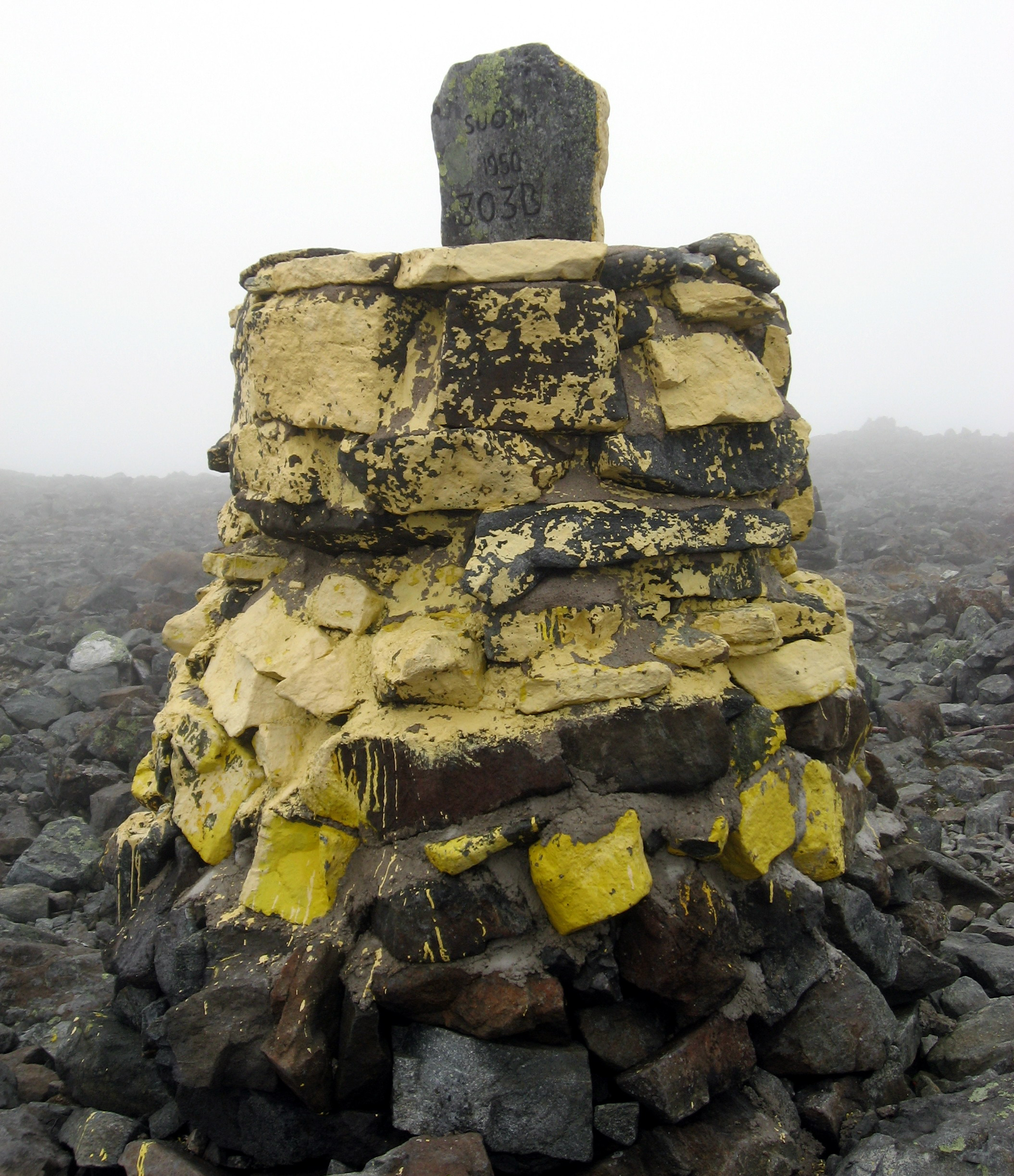
Знак 303B на склоне сопки Халтиа — самое высокое место на территории Финляндии

Вершина сопки находится на территории Норвегии и имеет высоту 1331 метров. На склоне сопки находится высшая точка Финляндии (1324 метра над уровнем моря). Кратчайшее расстояние от моря составляет 25 км. Самый короткий путь на вершину расположен с норвежской стороны.
Ещё в 1990-е годы считалось, что вершина сопки находится на территории Финляндии и имеет высоту 1328 метров.
Саамы традиционно считали вершину священной, с ней связаны саамские истории и сказания, некоторые из которых позже перешли в финский фольклор.
В 2015 году в Норвегии возникло движение за передачу высшей точки сопки Финляндии к 100-летию её независимости. В 2016 году правительство Норвегии приступило к процедуре рассмотрения этого вопроса. Позже, однако, идея была отвергнута как противоречащая конституции и способная породить юридические проблемы.
Первое российское зимнее восхождение на вершину Халти — группа И. Балабанова в начале октября 2004 г.